# エリート・スクワッド ブラジル特殊部隊BOPE
『エリート・スクワッド ブラジル特殊部隊BOPE』（ポルトガル語: Tropa de Elite 2 – O Inimigo Agora é Outro、英語: Elite Squad: The Enemy Within）は、ジョゼ・パジーリャ監督による2010年のブラジルの映画である。前作にて特殊警察作戦大隊（BOPE）隊長だったナシメントが腐敗が蔓延するブラジル政府や警察組織の闇に立ち向かう物語である。

## あらすじ
ナシメントは前作の後、妻のマリアと離婚し息子ラファエルの親権も奪われ、マリアと恋人関係になった市民活動家のフラガとは個人的にいがみあう関係となっていた。ナシメントとフラガは職業柄、政治思想もまったく異なることもあり、険悪な関係により拍車をかけた。独り身となったナシメントはその後、BOPEからの引退を撤回して仕事に打ち込み大隊長(階級は中佐)へと昇進した。
ナシメントは刑務所における暴動を鎮圧するためにBOPEを派遣するが、暴徒が交渉相手としてフラガを指名し、一瞬のトラブルからフラガに銃を突きつけた暴徒をマチアス大尉が射殺したため警察内部から大バッシングを受けることになるが、逆にブラジル国民からは英雄的行為であると賞賛され、ナシメントはBOPEを外される代わりにリオデジャネイロ州公安局の次官として昇進し、フラガは州議会議員に当選する。一方で暴徒を射殺した本人であるマチアス大尉はBOPEから除籍処分を受けた挙句に書類整理係へと左遷させられ、屈辱的な扱いを受ける。友人であるファビオ中佐からも慰めの言葉をかけられるが、マチアスは怒りのあまりにマスコミに自らの処分について内部告発をして拘留される。面会にきたナシメントに自分の処遇に対して抗議するが、ナシメントは今、マチアスが置かれている状況は自らが招いたことだと叱責する。この状況を変えられるのは自分だけだと訝るナシメントに対して、マチアスは変わるのは状況ではなく、ナシメントだと反論。両者の溝は絶望的なほど深まってしまう。
妻子、妻の再婚相手、そして教え子とも険悪な仲となり、ナシメントはプライベートに生き甲斐を見いだせず、より一層仕事に没頭するようになる。ナシメントは次官としての立場を利用してBOPEを増強し、リオデジャネイロから麻薬の卸元を一掃してギャングの資金源を断つことに成功する。これでギャングと結びついた警察の汚職も無くなると気を良くしたナシメントだが、ギャングの弱体化によって賄賂を得られなくなった汚職警官たちはギャングを排除して暗黒街を直接支配するようになり、軍警察のロシャを筆頭としたミリシア(民兵)と呼ばれる汚職警官グループに、政治家まで加わった強大な悪の「システム」が出来上がってしまう。そんな中、ミリシアを率いるロシャはフェルパというドラッグディーラーが治めているタンキ地区を掌握するために、BOPEにフェルパの組織を襲撃させる策略を思いつき、タンキ地区の警察署の武器庫を襲撃して保管されていた武器を強奪する。そして、その罪をフェルパの組織に被せBOPE出動の大義名分を作り上げる。ロシャはBOPEへの復帰を条件にタンキ地区の摘発に当たるようにマチアスに要請。そんな策略を知らないマチアスはやがてミリシアの陰謀に巻き込まれていく……ミリシアの陰謀に気付いたナシメントは、犬猿の仲だがただ一人清廉潔白な政治家のフラガとともに、社会の病巣に立ち向かう。

## キャスト
- ヴァグネル・モーラ
- アンドレ・ハミロ
- イランジール・サントス
- マリア・ヒベイロ
- サンドロ・ロシャ
- ミリェム・コルタス